# 羽生蒸溜所
羽生蒸溜所（はにゅうじょうりゅうじょ、Hanyu Distillery）は、埼玉県羽生市にあるジャパニーズ・ウイスキーの蒸留所。経営不振のため2000年に閉鎖されたものの、オーナーチェンジを経て2021年に復活した。閉鎖前に生産された原酒は主に「イチローズモルト」の名で販売され、世界的に高い評価を得ている。

## 歴史

### 東亜酒造の創業
羽生蒸溜所は1980年に東亜酒造によって設立された。東亜酒造は秩父市で1625年に創業した酒造会社で、清酒を生産していたが、事業の拡大にともなって1941年11月に現在の羽生市に本社を移転し、日本酒に加えて焼酎の生産を行っていた。戦後の日本ではウイスキーの需要が伸びていたため、1946年4月にウイスキーの製造免許を取得、ウイスキー事業へ参入した。東亜酒造のウイスキーは「ゴールデンホース」の銘柄で知られ、この頃はスコットランドから輸入したモルトウイスキーをメインに、ブレンド用の原料用アルコールおよびグレーンウイスキーは東亜酒造で作ったものを使っていた。モルト原酒はおもにアベラワーが使われていたという。ゴールデンホースは高い人気を博し、その人気は「東の雄」と称されるほどであった。
1980年代になると日本のウイスキーブームが最盛期になる。この頃は1985年のプラザ合意前で円安だったため、スコットランドからモルト原酒を購入するのは割高であった。そこで1980年に「羽生蒸溜所」として自社でのモルトウイスキーの生産を開始した。最初はポットスチルは1基のみで初留・再留兼用だったが、翌1981年には2基に増設された。しかし、先述の通り1985年にはプラザ合意が成立し円高が進む。これによってモルト原酒の自社生産は相対的に割高になってしまった。また、1984年以降、日本国内のウイスキーブームが沈静化し、消費量は年々低下していった。そして1991年、羽生蒸溜所はウイスキーの生産を停止した。

### 肥土伊知郎の参画・閉鎖
1996年に当時の東亜酒造の社長の息子である肥土伊知郎が、父親の求めに応じて東亜酒造に入社した。この頃の東亜酒造は経営難に陥っており、大学卒業後サントリーで企画や営業に従事していた伊知郎の経験が必要とされたためだ。
その当時羽生蒸溜所で生産された原酒について生産スタッフは「飲みづらくて売れない」と評していたが、原酒を口にした伊知郎は「個性的で面白い」と感じていた。そこでウイスキーをメイン商品としているバーを複数件回って試飲をしてもらったところ、「これ、面白いよ」と良好な評価を得られたこともあり、原酒の持つ個性を強みにした製品造りを志向していくことになった。2000年には同社初となるシングルモルトウイスキー「ゴールデンホース 秩父8年」を発売し、その後も10年、12年、14年熟成とラインナップを広げていった。しかし結局のところこの頃は個性的なウイスキーへの需要が小さく、2000年に生産を再開するも同年のうちに蒸留所は再び閉鎖された。また、この頃の東亜酒造は伊知郎の父親が行った多額の設備投資が経営を圧迫しており、2000年には会社更生法の適用を申請、2004年には日の出ホールディングスへと売却されることになった。それに伴って蒸留所も同年に取り壊された。新オーナーは伊知郎に東亜酒造に留まることを頼んだが、伊知郎は同社を退職してベンチャーウイスキーを立ち上げ、廃棄予定だった羽生の原酒を買い取って「イチローズモルト」という名前で販売していく道を選んだ。

### 復活へ
2016年には海外産ウイスキー原酒を輸入し、「ゴールデンホース」シリーズの販売を再開。2019年には新蒸留所を着工し、2021年に竣工、同年2月にモルトウイスキーの生産を再開した。

## 製造
2000年に閉鎖した旧蒸留所のウイスキー製造については「#旧蒸留所の製造」を参照。

### 仕込み・発酵
仕込み水には赤城山系の伏流水を使用しており、麦芽は1回に1トン、スコットランド産のシンプソンズ社製ピーテッド麦芽とノンピーテッド麦芽をどちらも使用する。
マッシュタン（糖化槽）はステンレス製で容量6,000リットル、ウォッシュバック（発酵槽）は容量8,000リットルで温度調節ができる最新のものが5基ある。どちらとも三宅製作所製である。

### 蒸留・熟成・瓶詰め
ポットスチルはランタン型のものが2基あり、初留器は容量6000リットル、再留器は容量3000リットル。これらのスチルは旧羽生蒸留所のスチルを残っていた設計図から再現したものである。また、接合部は藍色で塗られており、これは羽生名産の藍染をモチーフにしたものである。加熱方式は蒸気による間接加熱、冷却装置はシェル＆チューブを採用している。
原酒の樽詰め度数は60度で、熟成庫はラック式である。

## 旧蒸留所の製造
軽めから中程度のピートを焚いたイギリス産の麦芽を使用しており、ウォッシュバックは日本酒の醸造に使っていたものを流用していた。ポットスチルは初留4000リットル、再留4000リットル。熟成に使う樽はスコットランドから輸入したウイスキーの樽を流用することが多かったため、原酒の多くはリフィル・ホグズヘッドで熟成された。他には地元の樽工場であるマルエス洋樽が作るアメリカンオークのパンチョン樽で熟成された。

## 製品

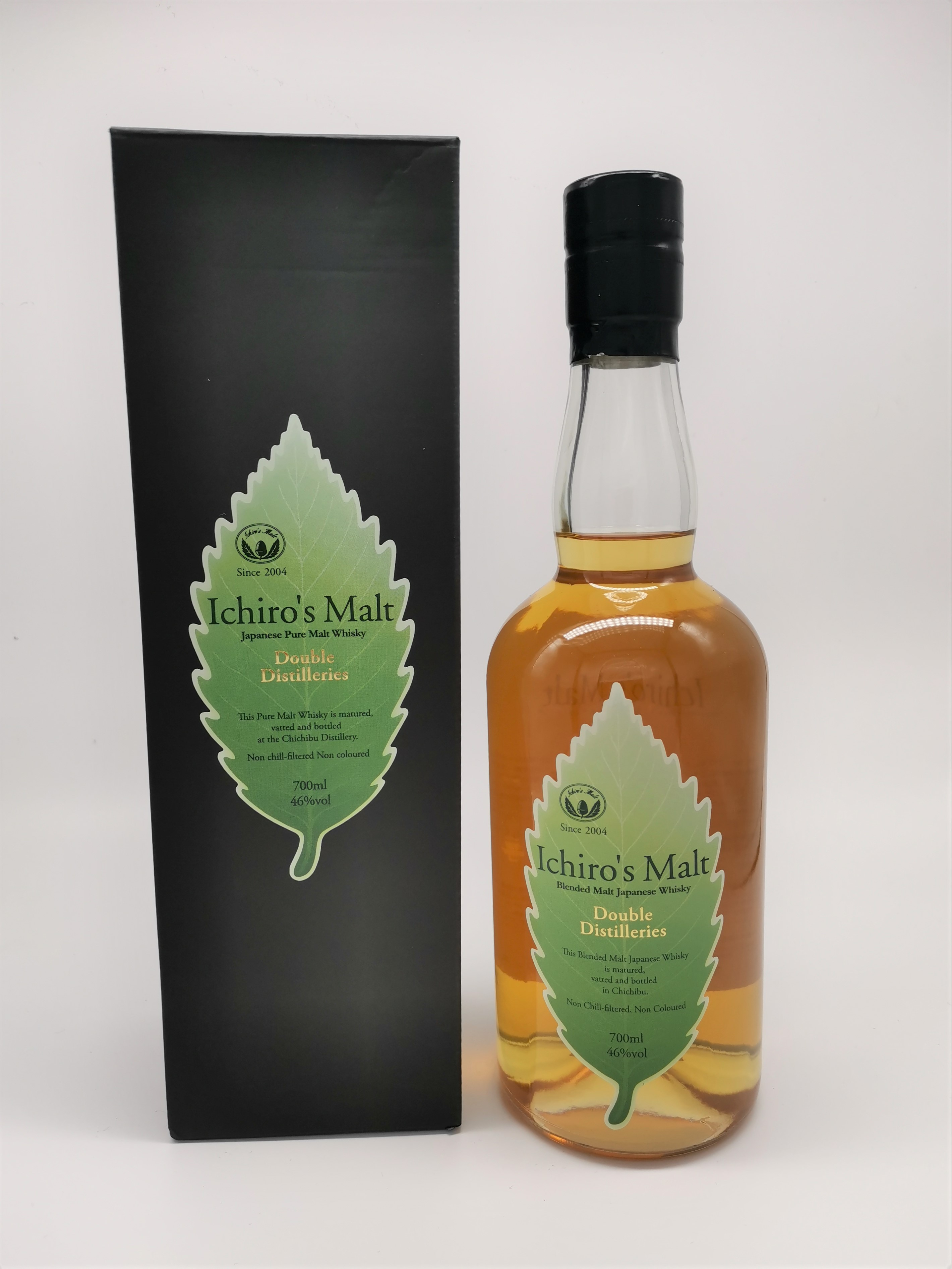
イチローズモルト ダブルディスティラリーズ。秩父蒸留所と羽生蒸溜所の原酒をブレンドしている。

旧羽生蒸留所で生産された原酒は主に肥土伊知郎によって買い取られ、ベンチャーウイスキーから「イチローズモルト」という名前で発売されたほか、パリに拠点を置くラ・メゾン・ド・ウイスキーなどから発売された。
2022年4月現在、東亜酒造から販売されている製品はブレンデッドモルトウイスキーの「ゴールデンホース武蔵」、ブレンデッドウイスキーの「ゴールデンホース武州」があるが、これらは新羽生の原酒を一切使っていない。他にはクラウドファンディングの返礼品として新羽生で生産されたニューポットをリリースしている。

### 主な限定品
カードシリーズ
旧羽生産の原酒をトランプのカードになぞらえてボトリングしたシリーズで、2005年に第一弾が、2014年に最後のボトルが発売された。このシリーズは羽生で1985年から2000年の間に蒸溜された原酒をミズナラ樽、コニャック樽、シェリー樽など様々な樽で後熟させたものをボトリングしている。本シリーズは高い評価を得ており、2007年に「クラブの2」がワールドウイスキーアワードの12年熟成以下のベスト・ジャパニーズ・ウイスキーを受賞している。また、その希少性からコレクターズアイテムとして人気が高く、香港のオークション会社ボナムズでは、カードシリーズの54本フルセットが2015年に約5935万円で、2019年に約9750万円で落札されている。

## 評価
評論家のマイケル・ジャクソンは旧羽生の特徴について「かすかなピートと、多少草のようで、植物的で甘いフルーツのよう」と述べている。
また、同氏は旧羽生のゴールデンホース12年を下記のようにテイスティングしている。